# Diga del Sanetsch
La diga del Sanetsch è una diga a gravità situata in Svizzera, nel Canton Vallese, poco a nord del col du Sanetsch.

## Descrizione
Inaugurata nel 1965, ha un'altezza di 42 metri e il coronamento è lungo 215 metri. Il volume della diga è di 37.000 metri cubi.
Il lago creato dallo sbarramento, il lac de Sanetsch, ha un volume massimo di 2,8 milioni di metri cubi, una lunghezza di 900 m e un'altitudine massima di 2034 m s.l.m. Lo sfioratore ha una capacità di 30 metri cubi al secondo.
Le acque del lago vengono sfruttate dall'azienda bernese Kraftwerk Sanetsch AG.